# Santissimo Crocefisso del Miracolo
Il Santissimo Crocefisso del Miracolo è un'immagine sacra risalente al 1200 situata nella Chiesa di San Michele Arcangelo di Pontasserchio, frazione del Comune di San Giuliano Terme.
Il 28 aprile di ogni anno nella frazione si festeggia l'immagine sacra alla quale si attribuisce un evento ritenuto miracoloso. 

## La vicenda
Si racconta che attorno al 1500, l'immagine si trovasse all'interno un piccolo tempietto adiacente dell'allora ponte sul fiume Serchio. Il 28 aprile alcuni operai stavano lavorando alla manutenzione del ponte, quando improvvisamente un acquazzone li sorprese all'aperto, costringendoli a rifugiarsi sotto il tempietto, esattamente nel punto in cui si trovava l'immagine del Crocefisso. Per ingannare il tempo gli operai iniziarono a giocare ai dadi. La sfortuna si accanisce su uno di loro, che a un certo punto, in preda ad ira furibonda, bestemmiando, scagliò i dadi contro l'immagine del Crocefisso. Improvvisamente la terra si aprì sotto i piedi del bestemmiatore che venne inghiottito fino al collo, mentre uno sciame di calabroni arrivava a divorargli la testa, fino a lasciare scoperte le ossa del cranio. 
Il racconto dell'evento si sparse velocemente per tutta la Val di Serchio e aree limitrofe: venne così istituita il 28 aprile di ogni anno una festa in onore del Crocefisso del Miracolo.